# متلألئة أطلسية
متلألئة أطلسية (الاسم العلمي:Luzula atlantica) هي نوع من النباتات تتبع جنس المتلألئة من الفصيلة الأسلية.